# 大澤列納
48°58′46″N 26°13′32″E / 48.97944°N 26.22556°E
大澤列納（烏克蘭語：Велика Зелена），是烏克蘭西部的村莊，隸屬赫梅利尼茨基州的卡緬涅茨-波多利斯基區。該村面積0.65平方公里，海拔高度274米，2001年人口141，人口密度每平方公里217.9人。